# Amt Oschatz
Das Amt Oschatz war eine zum Meißnischen Kreis gehörige territoriale Verwaltungseinheit des  1806 in ein Königreich umgewandelten Kurfürstentums Sachsen.
Bis zum Ende der sächsischen Ämterverfassung im Jahr 1856 bildete es den räumlichen Bezugspunkt für die Einforderung landesherrlicher Abgaben und Frondienste, für Polizei, Rechtsprechung und Heeresfolge.

## Geographische Lage
Das Amt Oschatz lag westlich der Elbe, südlich der Dahlener Heide und östlich des Wermsdorfer Forsts. Durch das Amt flossen die Flüsse Döllnitz, Dahle und Luppa.

## Angrenzende Verwaltungseinheiten
Die Angaben beziehen sich auf das Kerngebiet des Amts unter Vernachlässigung von Exklaven.
| Stiftsamt Wurzen (Amt Wurzen) | Amt Torgau                                  | Amt Mühlberg   |
| Amt Mutzschen                 | Kompassrose, die auf Nachbargemeinden zeigt | Amt Großenhain |
| Stiftsamt Wurzen (Amt Mügeln) | Erbamt Meißen                               | Erbamt Meißen  |

## Geschichte

### Frühgeschichte
Die Ersterwähnung der Stadt Oschatz stammt aus dem Jahr 1238 aus einer Urkunde des Markgrafen Heinrich III. von Meißen.  Im Jahr 1344 wird die Bürgerwehr Die Geharnischten durch den Städtebund Oschatz, Torgau und Grimma erstmals erwähnt. Eine „Vestung“ wird in Oschatz 1377 erstgenannt. 1394 wird der Stadt das Marktrecht zugesprochen.

### Das Amt Oschatz
Das Amt Oschatz war seit dem 12. Jahrhundert im Besitz des Markgrafen von Meißen und war kirchlich vom Hochstift Naumburg abhängig. Zwischen 1366 und 1382 war das Gebiet an das Hochstift Meißen verpfändet. Um 1445 wurde das Gebiet als „Pflege Oschatz“ bezeichnet. Das nördlich anschließende Gebiet der Vogtei Strehla wurde im 15. Jahrhundert dem Amt Oschatz angegliedert. Die Besitzer der Burg Strehla waren seit 1064 die Bischöfe von Naumburg. 1384 kam die Burg als Lehen an die Herren von Pflugk und blieb auch nach der Angliederung des umliegenden Gebiets an das Amt Oschatz im Besitz der Familie Pflugk.
Nach der Leipziger Teilung 1485 gehörte die Pflege zur albertinischen Linie der Wettiner. 1550 wurde das Amt Oschatz eingerichtet, welches durch die Auflösung des Amts Döbeln im Jahr 1558 durch Angliederung einiger Orte territorial erweitert wurde.
Nach der Niederlage des mit Napoleon verbündeten Königreichs Sachsen wurde im Jahr 1815 auf dem Wiener Kongress eine Gebietsabtretung des Königreichs Sachsen an das Königreich Preußen beschlossen, welcher auch einen Teil im Norden des Amts Oschatz betraf. Zum Amt kam im Jahr 1816 eine Exklave des an Preußen abgetretenen Amts Torgau mit den Orten Dornreichenbach, Heyda (bei Böhlen), Meltewitz und Stolpen. Durch einen Gebietsaustausch mit dem Königreich Preußen wurden dem Amt im Jahr 1818 die wieder dem Königreich Sachsen angegliederten Orte um Cavertitz vom ehemaligen Amt Mühlberg hinzugefügt.
Bis zum Jahr 1835 gehörte das Amt Oschatz zum Meißnischen Kreis, dann wurde es dem Leipziger Kreis zugeordnet. Das Amt Oschatz bestand bis zum Ende der sächsischen Ämterverfassung im Jahr 1856. Nachfolger wurde das Gerichtsamt Oschatz.

## Zugehörige Orte
1827 umfasste das Amt drei Städte, einen Marktflecken und 138 Dörfer mit 21.218 Einwohnern.
Städte
- Oschatz
- Dahlen
- Strehla

Amtsdörfer
u. a.
| - Altoschatz - Casabra - Cavertitz - Glossen (anteilig) - Schmannewitz | - Binnewitz (anteilig) - Bortewitz - Bucha - Ganzig (anteilig) - Hohenwussen | - Kleinschlatitz - Kreina - Lampersdorf - Lampertswalde - Naundorf | - Ochsensaal - Ockritz - Oetzsch - Reudnitz - Saalhausen | - Schleben (anteilig) - Schöna - Seelitz (anteilig) - Sörnewitz - Stauchitz | - Trebnitz - Wetitz - Zeuckritz - Zschöllau |

Amtsdörfer (Exklaven)
| - Arntitz (anteilig) - Döbern - Goselitz - Lichtensee - Limtitz | - Pulsen - Technitz - Weitzschenhain - Winkwitz (bei Meißen) |

Amtsdörfer, die 1816 vom Amt Torgau zum Amt Oschatz kamen
- Dornreichenbach
- Heyda
- Meltewitz
- Stolpen

## Amtleute
- George Heinrich von Nitzschwitz